# Ariocarpus agavoides
Espèce
Synonymes
- Ariocarpus kotschoubeyanus subsp. agavoides (Castaňeda) Halda[2]
- Neogomesia agavioides Castañeda[3]
- Neogomesia agavoides Castañeda[4]
- Neogomesia agavoides Castaňeda[2]

Statut de conservation UICN

 EN B1ab(v)+2ab(v) : En danger
Ariocarpus agavoides est un cactus du genre Ariocarpus endémique du Mexique. 

## Description
Cactus de 6 à 8 cm de diamètre aux fleurs magenta.

## Habitat and distribution
A. agavoides a une distribution relativement étroite, il est retrouvé à une altitude de 1200m  autour de Tamaulipas et San Luis Potosí au Mexique. 

## Liste des sous-espèces
Selon Tropicos (25 avril 2017) :
- sous-espèce Ariocarpus agavoides subsp. sanluisensis Sotom., Arred., Sánchez Barra & Mart.Mend.